# Phalonidia baccatana
Phalonidia baccatana es una especie de polilla del género Phalonidia, categorizada en la tribu Cochylini, de la subfamilia Tortricinae.
Fue descrita por Razowski & Wojtusiak en 2010 y publicada en Acta Zool. Cracov. 53B: 77. Se distribuye por América del Sur: Perú, en el departamento de Huánuco.